# Ponteilla
Ponteilla település Franciaországban, Pyrénées-Orientales megyében. Lakosainak száma 3012 fő (2022. január 1.). Ponteilla Canohès, Pollestres, Bages, Trouillas, Llupia, Thuir és Villemolaque községekkel határos.

## Népesség
A település népességének változása:
| Lakosok száma | 2801 | 2797 | 2810 | 2738 | 2841 | 2841 | 2833 | 2922 | 3012 |
|               | 2013 | 2015 | 2016 | 2017 | 2018 | 2019 | 2020 | 2021 | 2022 |